# Jenseits des Stromes
Jenseits des Stromes è un film muto del 1922 scritto, prodotto e diretto da Ludwig Czerny.

## Produzione
Il film fu prodotto dalla Noto-Film GmbH (Berlin).

## Distribuzione
Uscì nelle sale cinematografiche tedesche presentato a Berlino il 19 maggio 1922 con il titolo originale Jenseits des Stromes. Negli Stati Uniti, il titolo venne tradotto letteralmente in Beyond the River